# Рынок
Ры́нок — совокупность процессов и процедур, обеспечивающих обмен отдельными товарами и услугами между покупателями (потребителями) и продавцами (поставщиками).
Рынки могут принимать различные формы. Одним из главных критериев рынка является свобода действий участников, что обеспечивает наличие конкуренции. Чем больше число независимых участников, тем выше конкурентность рынка. Уровень конкурентности может значительно меняться. Ситуацию с одним основным продавцом и множеством покупателей называют монополией, ситуацию с одним крупным покупателем и множеством продавцов — монопсонией. Это крайности несовершенной конкуренции, которые существенно изменяют механизм ценообразования.

## Определение
Согласно К. Р. Макконнеллу и С. Л. Брю, рынок — это институт, механизм, сводящий покупателей и продавцов отдельных товаров и услуг. Сами рынки могут принимать различные формы.
Рынок — категория товарного хозяйства, совокупность экономических отношений, базирующихся на регулярных обменных операциях между производителями товаров (услуг) и потребителями. Обмен происходит на добровольной основе в форме эквивалентного обмена товара — на деньги (торговля) или другой товар (бартер). При свободном доступе на рынок, как производителей, так и потребителей, обмен происходит в условиях конкуренции.
В экономической социологии помимо базовых экономических аспектов, рынок характеризуется структурными связями, институциональными формами, иерархией и культурными конструкциями.

## История развития понятия
Впервые детальное описание и анализ свободного рынка предпринял испанский и перуанский юрист и экономист Хуан де Матьенсо во второй трети XVI века.
В своей теории субъективной стоимости он различает элементы спроса и предложения внутри рынка. Матьенсо использует термин «конкуренция», чтобы описать соперничество внутри свободного рынка. Через это он определяет понятие публичных торгов.

## Функции
К функциям рынка относятся:
1. информационная — рынок даёт его участникам информацию о необходимом количестве товаров и услуг, их ассортименте и качестве;
2. посредническая — рынок выступает посредником между производителем и потребителем;
3. ценообразующая — цена складывается на рынке на основе взаимодействия спроса и предложения, с учётом конкуренции;
4. регулирующая — рынок приводит в равновесие спрос и предложение. Через закон спроса он устанавливает необходимые пропорции в экономике. Наиболее успешно это происходит в условиях совершенной конкуренции;
5. стимулирующая — рынок стимулирует внедрение в производство достижений научно-технического прогресса, снижение затрат на производство продукции и увеличение качества, а также расширение ассортимента товаров и услуг;
6. координирующая — рынок побуждает производителей создавать нужные обществу экономические блага с наименьшими затратами и получать достаточную прибыль;
7. санирующая (оздоравливающая) — выявление неэффективных, убыточных предприятий и побуждение их к банкротству, ликвидации или реструктуризации.

## Формы организации
Субъектами рынка выступают собственники товаров, производители услуг, владельцы денег.
Объекты рынка — материальные блага, факторы производства, ресурсы, товары и услуги, по поводу которых субъекты рынка вступают во взаимодействие, в рыночные отношения.
Формами организации рынка служат базар, магазин, аукцион и прочие социальные институты.

## Классификации рынков
По территориальному признаку:
1. местный
2. региональный
3. национальный
4. мировой[5]

По субъектам, вступающим в обмен:
1. рынок потребителей
2. производителей
3. промежуточных продавцов
4. государственных учреждений

По объектам обмена:
1. рынки средств производства
2. рынок товаров и услуг
3. финансовый рынок
4. рынок интеллектуальной собственности

По степени конкуренции:
1. конкурентный (совершенная конкуренция)
2. с монополистической конкуренцией
3. олигопольный
4. монополия

С учётом ассортимента:
1. замкнутый
2. насыщенный
3. смешанный

По степени соблюдения законности:
1. легальный (официальный)
2. нелегальный (теневой)
3. чёрный (в некоторых словарях «чёрный» = «нелегальный»)

По степени насыщенности:
1. равновесный (спрос = предложение)
2. дефицитный (спрос > предложение)
3. избыточный (спрос < предложение)

По степени развитости экономической свободы:
1. свободный
2. регулируемый

По характеру продаж:
1. оптовый
2. розничный

## Экономические законы, действующие на рынках
- Закон стоимости
- Закон спроса и предложения
- Закон конкуренции

## Способы измерения концентрации рынка
- Коэффициент Джини
- Индекс Херфиндаля (HHI)
- Коэффициент Лернера

## Моделирование конкуренции на рынке
- Модель Бертрана
- Олигополия Курно
- Модель Штакельберга

## Определение степени монополизма на рынке
- Коэффициент Лернера (L) (учитывает превышение цены на продукцию над предельными издержками производства; обратнопропорционален эластичности спроса на продукцию фирмы)
- Коэффициент Тобина (q) (отношение рыночной стоимости активов к восстановительной стоимости активов)